# 自動車冒険隊
『自動車冒険隊』(じどうしゃぼうけんたい)は、2015年10月2日から2016年3月30日までTOKYO MXで放送されていたバラエティ番組。木村隊長が代表を務めるRUF、CAR GUYの2社スポンサー番組。

## 内容
自動車冒険隊隊長の木村武史が隊員や視聴者にスーパーカーの魅力を伝える。
トークパート収録場所は通常営業中のLamborghini Aoyama(1 - 2回)、McLaren TOKYO(3 - 4回) CARGUY CAFE(5 - 6回)。

## 出演者
- 隊長:木村武史(スーパーカー複数台保有)
- 隊員:吉村崇(スーパーカーBMW・i8オーナー)
- 隊員:徳井健太(スーパーカー知識0)
- 隊員:山田菜々(自動車教習所に申し込んだ段階、スーパーカー知識0)

## 放送リスト
| 1 | 10月2日  | VTR:竜王スキーパークでのSUPER CAR SNOW ATTACK VTR:「ランボルギーニ・ブランパン・スーパートロフェオ・アジアシリーズ」開幕戦(2015年6月20日、富士スピードウェイ) |
| 2 | 10月9日  | ランボルギーニ・ウラカンLP610-4の魅力に迫る! VTR:十勝サーキットでのスーパーカー雪遊び(バナナボート、綱引き等) VTR:「ランボルギーニ・ブランパン・スーパートロフェオ・アジアシリーズ」第2戦(2015年6月21日、富士スピードウェイ) 番組オリジナルユニフォーム案発表                                                                           |
| 3 | 10月16日 | 山田菜々Presentsマクラーレン物語 McLaren570S、マクラーレンホンダMP4/5(1989)を実車解説 VTR:マクラーレンP1を伊江島空港に持ち込み最高速アタック VTR:「ランボルギーニ・ブランパン・スーパートロフェオ・アジアシリーズ」第3戦(上海インターナショナルサーキット) 番組オリジナルユニフォーム案発表                                             |
| 4 | 10月23日 | McLaren P1に特化した情報紹介 VTR:沖縄県うるま市海中道路をマクラーレンP1で走行 VTR:「ランボルギーニ・ブランパン・スーパートロフェオ・アジアシリーズ」第4戦(上海インターナショナルサーキット) |
| 5 | 10月30日 | McLaren P1に特化した情報紹介 VTR:フジスピードウェイドリフトコースでのランボルギーニ「アヴェンタドール LP720- 450°アニヴェルサリオ」隊長運転同乗走行(吉村、徳井は自ら運転も体験) スタジオ初ゲスト織戸学のレース小話 VTR:「ランボルギーニ・ブランパン・スーパートロフェオ・アジアシリーズ」第5戦(マレーシア クアラルンプール)             |
| 6 | 11月6日  | 番組オリジナルユニフォーム披露 VTR 冒険隊誕生のきっかけのイベントの模様(2014年8月、箱根ターンパイク) VTR「ランボルギーニ・ブランパン・スーパートロフェオ・アジアシリーズ」第6戦(マレーシア クアラルンプール) VTR レーシングシミュレーター成績優秀者の走行会(フジスピードウェイドリフトコース) レーシングシミュレーター体験(CARGUY CAFE) |
| 7 | 11月13日 | スーパーカーでバーベキュー!(隊長の愛車F50、吉村の愛車BMWi8で豊洲ワイルドマジックへ) VTR SUPER CAR FES2015(10月3・4日、ケーズデンキ月寒ドーム) |

## スタッフ
- ナレーター:北沢力
- 構成:柳しゅうへい
- イラスト:有野篤
- 音響効果:原田慎也(メディアハウス)
- 撮影:太田信一、宮川浩紀
- 編集:遠藤健一、松村佳明
- MA:河野翔平、村尾博一
- スタイリスト:山下貢理子、大瀧彩乃
- 衣装協力:RedCycle、CARGUY MODE
- 協力:CORNES、TOKACHI SPEEDWAY、RYUOOSKI PARK、McLaren TOKYO
- 技術協力:GLinkStudio
- 映像協力:C-WORKS
- 広報:杉浦貴則(TOKYOMX)
- 制作:池上崇、飯田麻紀子、永山智弘
- ディレクター:高橋のぶ、川岸修、濱見健士
- 演出:西川恒爾
- プロデューサー:哘誠(TOKYOMX)、斎田功(SUNPROS CO.LTD)
- 企画総合プロデューサー:木村武史、大谷敏之
- 製作著作:TOKYOMX、SUNPROS CO.LTD、CAR GUY